# Carl Heyer (Forstmann)

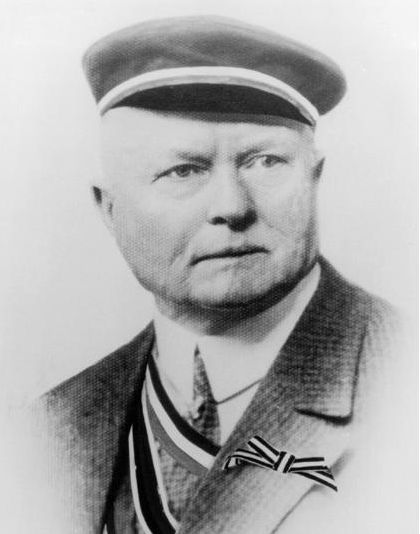
Carl Heyer

Carl Heyer (* 25. Januar 1862 in Kloster Arnsburg; † 23. April 1945 in Alsbach) war ein deutscher Forstmann.

## Leben
In eine alte hessische Försterfamilie geboren, studierte Heyer Forstwissenschaften in Gießen. Nach dem Referendarexamen 1885 kam er als Forstaccessist nach Darmstadt. Nach dem Forstassessorexamen 1888 wurde er nach Gießen berufen, wohin auch sein Vater als Forstmeister und späterer Forstrat versetzt worden war. 1892 wurde er Oberförster in Beerfelden und 1903 Forstmeister in Jugenheim. Im Ersten Weltkrieg war er zunächst Truppenoffizier, später leitete er eine Forstinspektion in Łódź. 1919 wurde er zum Leiter des Hessischen Forstarbeitsamtes in Darmstadt bestellt. 1920 wurde er zum Mitglied des Vorläufigen Reichswirtschaftsrates ernannt und zum Vorsitzenden des Hessischen Oberförsterverbandes berufen. Im Deutschen Forstverein wirkte er als Vorstandsmitglied.
Er wechselte 1924 (wie sein Vorfahre Carl Justus Heyer) in den Dienst der Grafen von Erbach-Fürstenau und wurde Oberforstmeister in Michelstadt. 1932 ernannte ihn die Hessische Ludwigs-Universität Gießen zum Ehrensenator. Nachdem er 1939 in den Ruhestand getreten war, siedelte er nach Darmstadt über, wo er am 19. April 1944 ausgebombt und nach Alsbach evakuiert wurde.
Zu Beginn seines Studiums in Gießen wurde er 1882 im Corps Starkenburgia aktiv. Das Corps Saxo-Borussia Heidelberg verlieh ihm 1910 die Corpsschleife und im Kriegssemester 1918/19 das Band. Im Kösener Senioren-Convents-Verband überarbeitete der „Statutenpapst“ die Verbandssatzungen. Für seine Verdienste um eine neue Konstitution verlieh ihm das Corps Borussia Bonn 1927 die Corpsschleife. Er machte die Academischen Monatshefte zur Deutschen Corpszeitung und schrieb den Wegweiser Band? Mütze? Corps!.

„Aller Luxus ist unvornehm und somit uncorpsstudentisch.“